# سوپرگراف‌اکس
کنسول بازی سوپرگراف‌اکس(به انگلیسی: SuperGrafx) مدل ارتقا یافته پی‌سی‌انجین (توربوگراف‌اکس-۱۶ در آمریکای شمالی) بود. در ابتدا این دسنگاه به عنوان پی‌سی‌انجین-۲ شناخته شد که ادعا می‌شد یک کنسول ۱۶ بیتی واقعی است که کرافیک و صدای آن بهبود یافته‌است و انتظار نمی‌رود تا سال ۱۹۹۰ عرضه شود. با این وجود محصول نهایی با نام سوپرگراف‌اکس در اواخر سال ۱۹۸۹ و زودتر از زمان پیش‌بینی شده عرضه شد. تنها گرافیک آن بهبود یافته بود و کیفیت صدای آن تغییری نکرده بود و همچنین فاقد پردازنده ۱۶ بیتی مانند پی‌سی‌انجین بود.

برتری سوپرگراف‌اکس در مقاسیه با پی‌سی‌انجین عبارتند از چهار برابر شدن مقدار حافظه پردازنده اصلی، یک تراشه ویدئویی دوم به همراه حافظه ویدئویی خودش به همراه یک تراشه کنترلر که اجازه می‌داد خروجی هردو تراشه ویدئویی به راه‌های گوناگون باهم ترکیب شوند. سوپرگراف‌اکس از دو لایه پس زمینه پیمایشی همانند سگا مگا درایو/جنسیس به جای تک لایه توربوگراف‌اکس-۱۶ بهره می‌برد.